# Nepali-Literatur

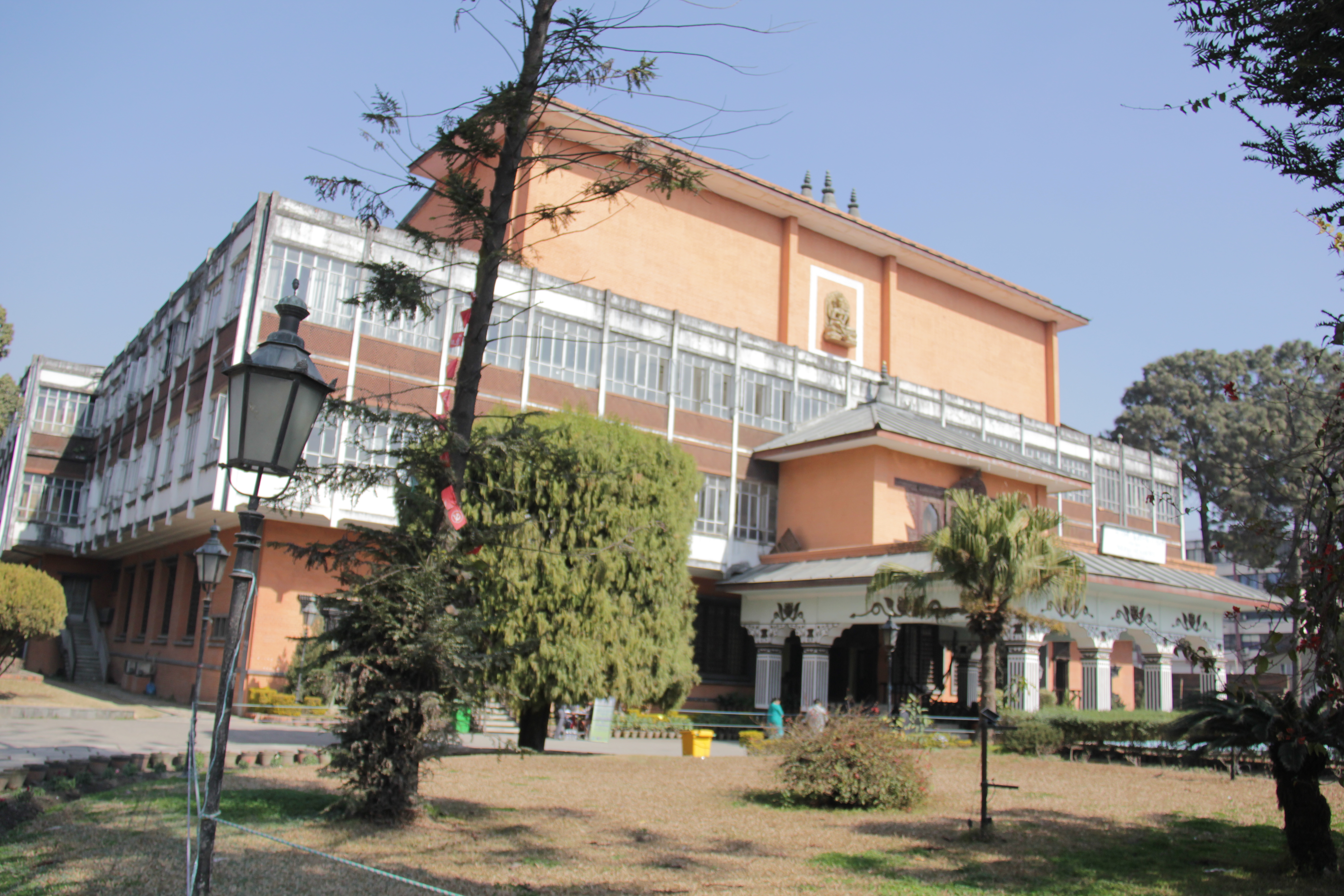
Nepal-Akademie

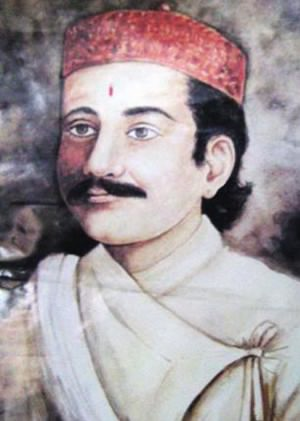
Bhanubhakta Acharya

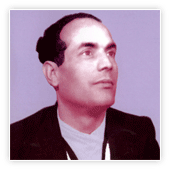
Laxmi Prasad Devkota

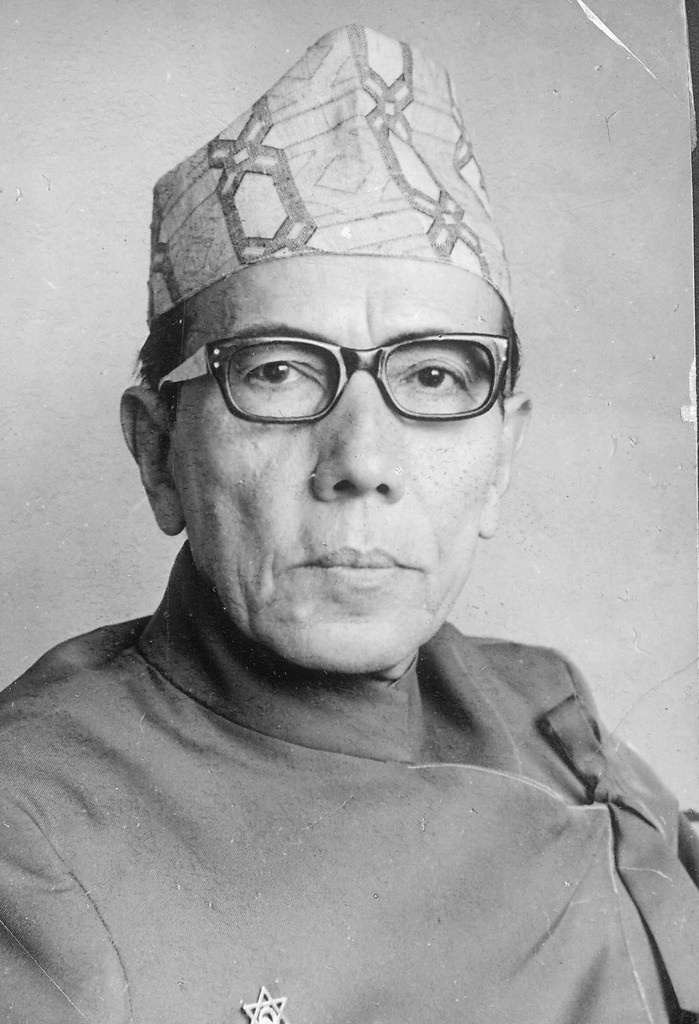
Balkrishna Sama (1903–1981)

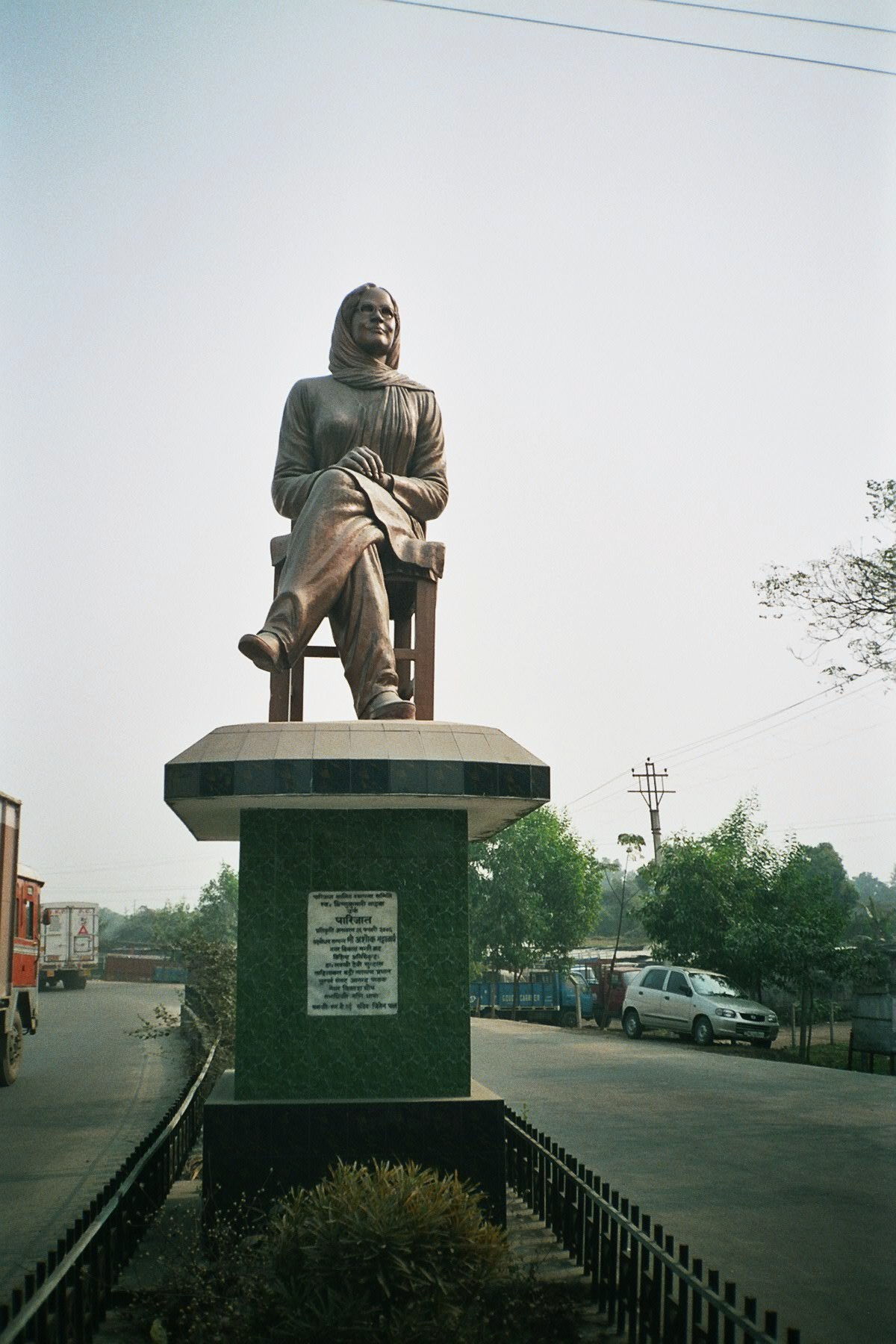
Statue der Autorin Parijat in Siliguri, Westbengalen, Indien

Die Nepali-Literatur ist die Literatur in Nepali, heute die Amtssprache Nepals (seit 1958) und eine der offiziell anerkannten Sprachen Indiens (Amtssprache von Sikkim und Westbengalen). Abgesehen von diesen Ländern wird Nepali von vielen Nepalesen in Bhutan, Burma und anderen Ländern gesprochen.
Die Sprache Nepali wurde von der Sahitya Akademi, Indiens National Academy of Letters, als eine „major Indian literary language“ anerkannt.
Die frühesten Denkmäler der nepalesischen Literatur stammen aus der Mitte des ersten Jahrtausends unserer Zeitrechnung. Dabei handelt es sich um Sanskrit-Inschriften auf Steintafeln. Die ersten Versuche, die nepalesische Sprache in der Literatur zu verwenden, gehen auf das 17. und 18. Jahrhundert zurück. Im Zusammenhang mit der Etablierung der nepalesischen Sprache als Landessprache im 19. Jahrhundert beginnt die Ausformung einer nepalesischen Literatur.
Die neue Zeit der Entwicklung der Literatur in Nepal ist mit dem Namen von Bhanubhakta Acharya (1812–1868) und (für  Nepal Bhasa) Siddhidas Mahaju (1867–1929) verbunden, die das altindische Epos Ramayana ins Nepali bzw. Newari übersetzten. Eine rege schriftstellerische Tätigkeit entfaltete Motiram Bhatta.
Der Aufschwung der nepalesischen Literatur im 20. Jahrhundert wurde maßgeblich von der 1934 in Kathmandu gegründeten Literatur- und Kunstzeitschrift Sharada gefördert. Einer der führenden nepalesischen Dichter des 20. Jahrhunderts war Laxmi Prasad Devkota (1908–1958). Eine weitere bedeutende literarische Persönlichkeit war Lain Singh Bangdel (1919–2002).
Wichtige Autoren der nepalesischen Literatur kommen aus anderen Ländern, hauptsächlich aus Indien, wie Parijat (1937–1993), Paras Mani Pradhan (1898–1986) oder Shiva Kumar Rai.
Als Verfasser humoristischer Schriften ist Bhairab Aryal (1936–1976) bekannt, der zeitgenössische Autor Khagendra Sangraula (geb. 1946) für seine Satiren.
Von der Nepal-Akademie (engl. Nepal Academy, der früheren Royal Nepal Academy 'Königlichen Nepal-Akademie') wird das Journal of Nepalese Literature, Art, and Culture herausgegeben.